# Scardamia sofalaria
Scardamia sofalaria är en fjärilsart som beskrevs av Felder 1873. Scardamia sofalaria ingår i släktet Scardamia och familjen mätare. Inga underarter finns listade.